# Prolazione
Prolazione è un termine usato nella teoria della musica medioevale per descrivere la sua struttura ritmica su una piccola scala. Il termine deriva dal latino prolatio, usato per la prima volta da Philippe de Vitry nel descrivere l'Ars nova, uno stile musicale che si sviluppò in Francia nel XIV secolo.

## Descrizione
La prolazione assieme al tempus corrispondeva a quello che oggi è il tempo nella musica moderna. La prolazione descriveva se una semibreve era uguale a due minime (prolazione minore o prolazione imperfetta) o se era uguale a tre minime (prolazione maggiore o prolazione perfetta).
La musica medioevale era spesso suddivisa in tre parti, mentre nella notazione moderna tale valore è inequivocabilmente suddiviso in due parti, a significare che soltanto la prolazione minore è sopravvissuta nel nostro sistema musicale. Noi oggi indichiamo tale valore modificando il valore di una nota con un punto (punto di valore) o con una terzina. La storia della musica medioevale mostra un graduale passaggio dalla prolazione maggiore a quella minore.